# 순화정
순화정(舜化貞, 877년 ~ 902년)은 남조국의 제14대 군주이자 대봉민(大封民)의 제3대 황제(재위: 897년 ~ 902년)이다. 전대 황제 륭순의 아들이다.

## 생애
897년, 륭순이 죽자 뒤를 이었다. 청평관(淸平官) 정매사가 전권을 잡았다.
순화정은 당나라와 화해하려고 하였으나, 당 소종이 거부하였다.
902년, 순화정이 죽었고, 시호를 효애황제(孝哀皇帝)라고 하였다. 정매사가 순화정의 8개월 된 아들과 황족 800여 명을 모두 죽이고 남조를 멸망시켰고, 자신이 황제로 즉위하여 국호를 대장화라고 하였다.